# Evgenij Alekseevič Preobraženskij
Evgenij Alekseevič Preobraženskij (in russo Евгений Алексеевич Преображенский?; Bolchov, 27 febbraio 1886, 15 febbraio del calendario giuliano – Mosca, 13 luglio 1937) è stato un rivoluzionario, economista e sociologo sovietico.

## Biografia
Membro del Partito Operaio Socialdemocratico Russo dal 1903, fu più volte arrestato dalla polizia zarista e nel 1909 venne deportato nel governatorato di Irkutsk. Fu amnistiato dopo la Rivoluzione di febbraio del 1917, e a seguito della Rivoluzione d'ottobre rivestì vari ruoli nei comitati territoriali del Partito bolscevico. Dal 1920 al 1921 fu membro del Comitato Centrale, della Segreteria e dell'Orgburo. Sostenitore dell'Opposizione di sinistra, venne espulso dal partito nel 1927 e l'anno successivo venne esiliato a Ural'sk fino al maggio 1929. Nel 1930 fu reintegrato nel partito, ma nel 1933 venne arrestato e di nuovo espulso per alcuni mesi. Imprigionato ancora una volta nel dicembre 1936, venne giustiziato nel luglio dell'anno successivo.
Fu anche un teorico negli anni '20 della pianificazione urbanistica, basata "sullo sviluppo dinamico, sullo squilibrio organizzato, su interventi che presuppongono continui rivoluzionamenti strutturali", M. Cacciari, in Contropiano, n 1, 1971,. citato da M. Tafuri, in Progetto e Utopia, 2007, p 162. Ha collaborato alla stesura del primo piano quinquennale dell'URSS. Uno studio sulle sue teorie era in preparazione da Claudio Motta, ma ad oggi non risulta pubblicato.  (P Favole, 2020)